# Flemming Wich
Flemming Wich ist ein ehemaliger dänischer Basketballspieler.

## Werdegang
Der 1,83 Meter große Wich spielte bei SISU und wurde in den 1960er und 1970er Jahren mehrmals dänischer Meister. Er nahm mit der Mannschaft 1961/62 am Europapokal der Landesmeister teil. Später spielte er in England beim Sutton BC, mit dem er 1971/72 im Europapokal der Pokalsieger antrat. Für die dänische Herrennationalmannschaft bestritt er 63 Länderspiele, er gehörte unter anderem zum dänischen Aufgebot bei der Basketball-Meisterschaft der Nordischen Länder 1968.
In der Saison 1974/75 führte er SISU als Trainer zum Gewinn der dänischen Meisterschaft. 1976 war Wich gemeinsam mit seiner Ehefrau Jette Mitgründer des Vereins BK Amager und übernahm kurze Zeit später von Flemming Holm das Amt des Vereinsvorsitzenden. Wich arbeitete für das Unternehmen BP, für das er in mehreren Ländern tätig war. Als Rentner ließ er sich mit seiner Ehefrau in Malaysia in Kuala Lumpur nieder.
Seine beiden Söhne wurden ebenfalls im Leistungsbasketball tätig: Steffen Wich war lange Trainer der Bakken Bears, Henrik Wich war dänischer Basketballnationalspieler.